# コロ・トゥーレ
ハビブ・コロ・トゥーレ（Habib Kolo Touré, 1981年3月19日 - ）は、コートジボワール・グベケ州ブアケ出身の元サッカー選手、現サッカー指導者。現役時代のポジションはディフェンダー。元コートジボワール代表。

## 経歴

### クラブ

#### アーセナルFC
母国クラブ、ASECアビジャンでプレーしていた2002年7月、アーセナルの入団試験を受け合格し、そのままアーセナルのトップチームに加入した。8月、コミュニティーシールドのリヴァプールFC戦でトップチームデビューを果たした。チェルシーFC戦ではアーセナルでの初ゴールを記録した。
2002-03シーズンは主にボランチやサイドバックで起用されたが、翌2003-04からセンターバックにコンバートされ、レギュラーを獲得。ソル・キャンベルとのコンビでこの年のアーセナル無敗優勝に貢献した。コートジボワール代表でも守備の要として活躍している。2006-07シーズンからは、アーセナルでの背番号が28から5になった。2007-08シーズンより、第2キャプテンとなりキャプテンマークを巻く機会もあった。

#### マンチェスター・シティFC

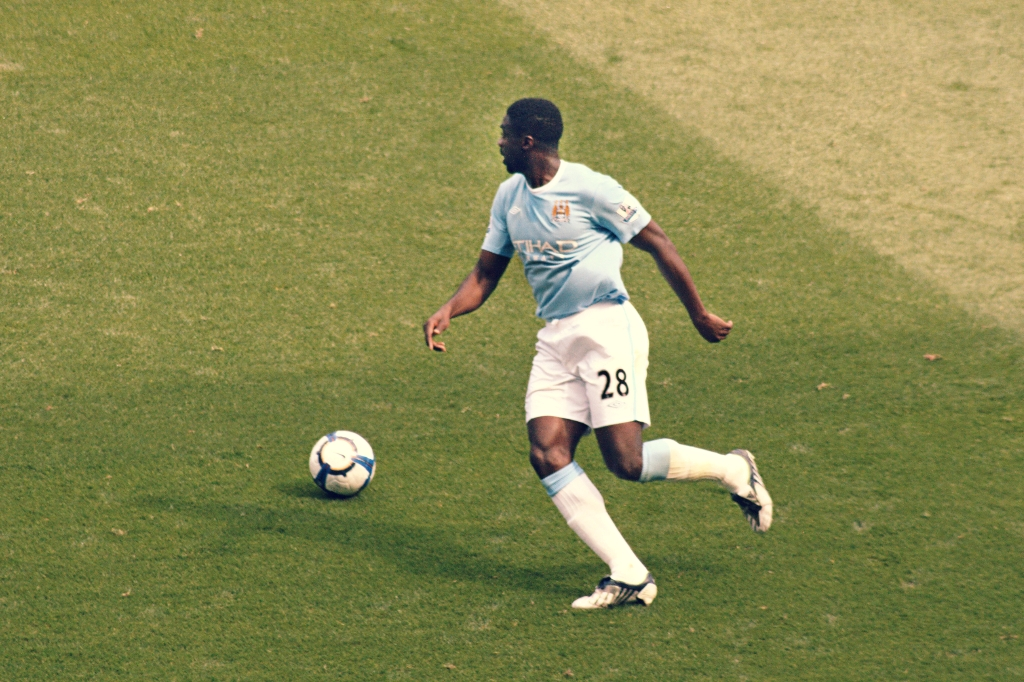
マンチェスター・シティでプレーするトゥーレ

2009年7月29日、同じプレミアリーグのマンチェスター・シティFCに移籍金1500万ポンド（1800万ユーロ）、4年契約で移籍。シティでの最初のシーズンはキャプテンを任され、9月23日、フットボールリーグカップのフラムFC戦で移籍後初ゴールを記録。11月7日のバーンリーFC戦では移籍後リーグ戦初ゴールを記録し、チームのリーグ戦5位に貢献した。
2010-11シーズンはキャプテンマークをカルロス・テベスに譲ったものの、チームの守備の要としてロベルト・マンチーニ監督の信頼を得ていた。
2011年3月3日、イングランドサッカー協会はコロ・トゥーレがドーピング検査で陽性反応を示したことを明らかにした。本人曰く「妻のダイエット薬を服用した」とのことだが、イングランド協会は6ヶ月の出場停止処分を科した。
その後出場機会は徐々に減少し、2012-13シーズンはリーグ戦15試合の出場にとどまり、2012-13シーズン限りで契約満了になった。

#### リヴァプールFC
リヴァプールは元イングランド代表DFジェイミー・キャラガーが2012-13シーズン限りで引退したこともあり、センターバックの補強を検討していた。
2013年5月28日、フリートランスファーでリヴァプールFCへの加入が決定した。契約期間は明らかになっていない。
2015年5月26日、リヴァプールとの契約を延長した。契約期間などは発表されていないが、同日付のイギリス紙『デイリー・メール』は、来シーズンいっぱいまでの契約になると報道している。

#### セルティックFC
2016年7月24日、リヴァプールで共に闘ったブレンダン・ロジャース率いるセルティックFCへの移籍が発表された。2017年9月に現役を引退し、セルティックのコーチに就任すると発表された。

### 代表
コートジボワール代表として2000年にルワンダ代表戦でデビューを果たした。アフリカネイションズカップ2006ではチームの決勝戦進出に貢献した。その後2006 FIFAワールドカップ、2010 FIFAワールドカップ、2014 FIFAワールドカップとワールドカップには3度出場した。しかし、コロンビア戦後にイブラヒム・トゥーレが死去したことを受け、対ギリシャ戦を欠場することとなった。
2015年2月16日、コートジボワール代表引退を表明した。アフリカネイションズカップ2015の開催中、すでに代表引退を示唆していたコロ・トゥーレは「ネーションズカップ優勝が僕のゴール」とコメント。さらに「とても難しい決断だったことは認めるよ。この国とサッカーが大好きなんだ。でも、終わりはいつかやってくる」と現在の心境を明かした。代表最後の大会になったアフリカネイションズカップ2015はコートジボワール代表が優勝を飾り、代表生活に幕を下ろした。

### 指導者
引退後は、指導者へ転身。コートジボワール代表コーチ職から古巣セルティック、レスター・シティFCのアシスタントコーチとして経験を積み、2022年11月29日にウィガン・アスレティックFCの監督に就任。契約期間は3年半。コロの就任時からウィガンは2部リーグで22位と降格の危機に瀕しており、立て直しが期待されたものの、就任後の9試合で3分6敗と未勝利のまま、2023年1月26日に解任が発表された。在任期間は、わずか58日間であった。

## 人物
2013-14シーズンはベンチ暮らしが続くが、アーセナル、マンチェスター・シティでタイトルを獲得してきた経験は唯一無二。トルコのトラブゾンスポル移籍を拒否してポジション争いに挑むことを宣言。代理人はジョナサン・バーネット。マンチェスター・シティ元所属選手のヤヤ・トゥーレ、2014年に死去した元サッカー選手のイブラヒム・トゥーレ (Ibrahim Touré) は共に弟。

## エピソード
- アーセナルの入団試験の時、ボールを一生懸命に追って行ってアーセン・ベンゲル監督と激突してしまった。また、その際のトライアルマッチに参加していたデニス・ベルカンプを激しく削っていた。
- 2014年にマラリアを発病したと公表した[10]。
- 2015年夏のプレシーズンツアーでオーストラリアを訪れた時、コアラを抱けなかったことで動物が苦手だと明かした[11]。

## 個人成績
| クラブ                 | シーズン | リーグ | リーグ | カップ | カップ | リーグカップ | リーグカップ | UEFA | UEFA | その他 | その他 | 通算 | 通算 |
| クラブ                 | シーズン | 出場   | 得点   | 出場   | 得点   | 出場         | 得点         | 出場 | 得点 | 出場   | 得点   | 出場 | 得点 |
| ---------------------- | -------- | ------ | ------ | ------ | ------ | ------------ | ------------ | ---- | ---- | ------ | ------ | ---- | ---- |
| アーセナル             | 2002-03  | 26     | 2      | 3      | 0      | 0            | 0            | 7    | 0    | 1      | 0      | 40   | 2    |
| アーセナル             | 2003-04  | 37     | 1      | 5      | 2      | 0            | 0            | 10   | 0    | 1      | 0      | 55   | 3    |
| アーセナル             | 2004-05  | 35     | 0      | 6      | 0      | 0            | 0            | 8    | 1    | 1      | 0      | 50   | 1    |
| アーセナル             | 2005-06  | 33     | 0      | 0      | 0      | 0            | 0            | 12   | 1    | 1      | 0      | 46   | 1    |
| アーセナル             | 2006-07  | 35     | 3      | 4      | 1      | 4            | 0            | 10   | 0    | -      | -      | 53   | 4    |
| アーセナル             | 2007-08  | 30     | 2      | 2      | 0      | 0            | 0            | 9    | 0    | -      | -      | 41   | 2    |
| アーセナル             | 2008-09  | 29     | 1      | 3      | 0      | 0            | 0            | 9    | 0    | -      | -      | 41   | 1    |
| アーセナル             | 通算     | 225    | 9      | 23     | 3      | 4            | 0            | 65   | 2    | 4      | 0      | 326  | 14   |
| マンチェスター・シティ | 2009-10  | 31     | 1      | 1      | 0      | 3            | 1            | -    | -    | -      | -      | 35   | 2    |
| マンチェスター・シティ | 2010-11  | 22     | 1      | 2      | 0      | 0            | 0            | 5    | 0    | -      | -      | 29   | 1    |
| マンチェスター・シティ | 2011-12  | 14     | 0      | 0      | 0      | 3            | 0            | 3    | 0    | -      | -      | 20   | 0    |
| マンチェスター・シティ | 2012-13  | 15     | 0      | 2      | 0      | 1            | 0            | -    | -    | 0      | 0      | 18   | 0    |
| マンチェスター・シティ | 通算     | 82     | 2      | 5      | 0      | 7            | 1            | 8    | 0    | 0      | 0      | 102  | 3    |
| リヴァプール           | 2013-14  | 20     | 0      | 2      | 0      | 2            | 0            | -    | -    | -      | -      | 24   | 0    |
| リヴァプール           | 2014-15  | 12     | 0      | 3      | 0      | 3            | 0            | 3    | 0    | -      | -      | 21   | 0    |
| リヴァプール           | 2015-16  | 14     | 1      | 0      | 0      | 4            | 0            | 8    | 0    | -      | -      | 26   | 1    |
| リヴァプール           | 通算     | 46     | 1      | 5      | 0      | 9            | 0            | 11   | 0    | 0      | 0      | 71   | 1    |
| セルティック           | 2016-17  | 9      | 0      | 1      | 0      | 1            | 0            | 6    | 0    | 0      | 0      | 17   | 0    |
| セルティック           | 通算     | 9      | 0      | 1      | 0      | 1            | 0            | 6    | 0    | 0      | 0      | 17   | 0    |
| 総通算                 | 総通算   | 362    | 12     | 34     | 3      | 20           | 1            | 89   | 2    | 4      | 0      | 516  | 18   |

## 代表歴

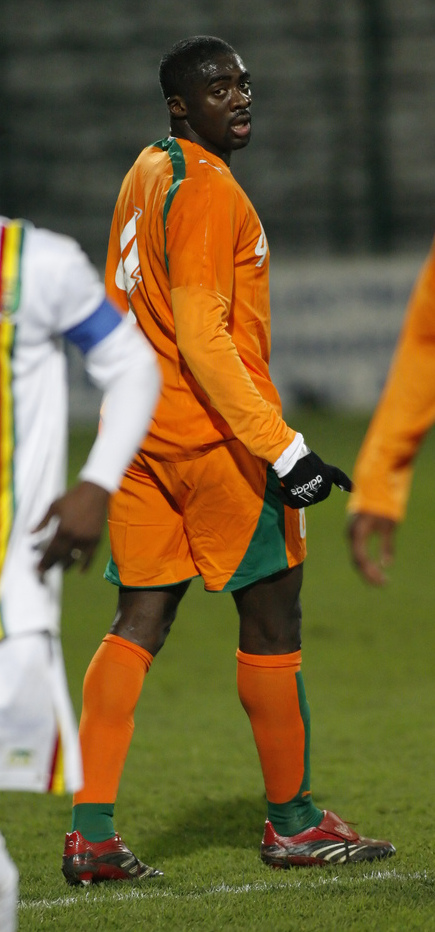
代表でのトゥーレ

### 出場大会
- コートジボワール代表
  - 2006 FIFAワールドカップ
  - 2010 FIFAワールドカップ
  - 2014 FIFAワールドカップ

### 試合数
- 国際Aマッチ 123試合 7得点（2000年-2015年）[12]

| コートジボワール代表 | 国際Aマッチ | 国際Aマッチ |
| 年                   | 出場        | 得点        |
| -------------------- | ----------- | ----------- |
| 2000                 | 1           | 0           |
| 2001                 | 10          | 0           |
| 2002                 | 5           | 0           |
| 2003                 | 4           | 0           |
| 2004                 | 7           | 1           |
| 2005                 | 9           | 0           |
| 2006                 | 12          | 1           |
| 2007                 | 8           | 0           |
| 2008                 | 11          | 0           |
| 2009                 | 7           | 0           |
| 2010                 | 13          | 2           |
| 2011                 | 3           | 1           |
| 2012                 | 15          | 1           |
| 2013                 | 5           | 0           |
| 2014                 | 5           | 1           |
| 2015                 | 8           | 0           |
| 通算                 | 123         | 7           |

### 得点
| #  | 日時           | 場所         | 対戦相手     | スコア | 最終結果 | 大会                                  |
| -- | -------------- | ------------ | ------------ | ------ | -------- | ------------------------------------- |
| 1. | 2002年10月8日  | アビジャン   | リビア       | 1-2    | 1-2      | アフリカネイションズカップ2008予選    |
| 2. | 2003年6月25日  | ドゥシャンベ | タジキスタン | 1–2    | 1–8      | 親善試合                              |
| 3. | 2010年6月4日   | シオン       | 日本         | 2–0    | 2–0      | 親善試合                              |
| 4. | 2010年8月10日  | ロンドン     | イタリア     | 1–0    | 1–0      | 親善試合                              |
| 5. | 2011年10月9日  | ヤムスクロ   | ブルンジ     | 1–0    | 2–1      | アフリカネイションズカップ2012予選    |
| 6. | 2012年6月9日   | マラケシュ   | モロッコ     | 1–2    | 2–2      | 2014 FIFAワールドカップ・アフリカ予選 |
| 7. | 2014年11月14日 | アビジャン   | シエラレオネ | 0–1    | 1–5      | アフリカネイションズカップ2015予選    |

## タイトル

### クラブ
ASECミモザ
- コートジボワール・プレミア・ディビジョン：2回 (2001, 2002)
- CAFスーパーカップ：1回 (1999)

アーセナルFC
- プレミアリーグ：1回 (2003–04)
- FAカップ：2回 (2002-03, 2004-05)
- コミュニティーシールド：2回 (2002, 2004)

マンチェスター・シティFC
- プレミアリーグ：1回 (2011-12)
- FAカップ：1回 (2010-11)
- コミュニティーシールド：1回 (2012)

セルティックFC
- スコティッシュ・プレミアシップ：1回 (2016-17)
- スコティッシュリーグカップ：1回 (2016-17)
- スコティッシュカップ：1回 (2016-17)

### 代表
コートジボワール代表
- アフリカネイションズカップ：1回 (2015)